# 14612 Irtish
14612 Irtish eller 1998 SG164 är en asteroid i huvudbältet som upptäcktes den 20 september 1998 av den belgiske astronomen Eric W. Elst vid La Silla-observatoriet. Den är uppkallad efter floden Irtysj.
Asteroiden har en diameter på ungefär 16 kilometer och den tillhör asteroidgruppen Nocturna.